# مت لام
مت لام (انگلیسی: Matt Lam؛ زادهٔ ۱۰ سپتامبر ۱۹۸۹) بازیکن فوتبال هنگ کنگی‌تبار اهل کانادا است.
از باشگاه‌هایی که در آن بازی کرده‌است می‌توان به باشگاه فوتبال جف یونایتد چیبا و باشگاه ورزشی کیتچی اشاره کرد.